# Bogdan Buhuș

Bogdan Constantin Buhuș (né le 30 octobre 1979 à Bârlad, Roumanie) est un footballeur roumain. 

## Carrière
| Saison    | Club                  |
| --------- | --------------------- |
| 1998-2000 | Petrolul Moinești     |
| 2000-2003 | UTA Arad              |
| 2003-2004 | Jiul Petroșani        |
| 2004-2005 | Universitatea Craiova |
| 2005-2010 | FC Vaslui             |
| 2010-2011 | Universitatea Cluj    |